# Tom Kristensen (Rennfahrer)
Tom Kristensen (* 7. Juli 1967 in Hobro) ist ein ehemaliger dänischer Automobilrennfahrer. Mit neun Gesamtsiegen beim 24-Stunden-Rennen von Le Mans ist er der erfolgreichste Pilot bei dieser traditionsreichen und prestigeträchtigen Rennveranstaltung. Mit bisher sechs Gesamtsiegen ist er auch beim 12-Stunden-Rennen von Sebring der erfolgreichste Pilot. Darüber hinaus war Kristensen von 2004 bis 2011 in der DTM aktiv.

## Biografie

### Nachwuchsjahre und Privates
Kristensen ist der Sohn des bekannten dänischen Rennfahrers Carl Erik Kristensen (1942–2013), der unter anderem die Dänische Rallycross-Meisterschaft 1980 gewann. Erste Erfolge im Motorsport erzielte der gelernte Bankkaufmann bereits in den 1980er Jahren in verschiedenen Kart-Meisterschaften. Zwischen 1982 und 1989 wurde er vier Mal dänischer und je einmal italienischer und skandinavischer Kart-Meister. 1991 gewann er die deutsche Formel-3-Meisterschaft. Bekannt wurde er durch Erfolge bei verschiedenen Langstreckenrennen und Tourenwagen-Meisterschaften.

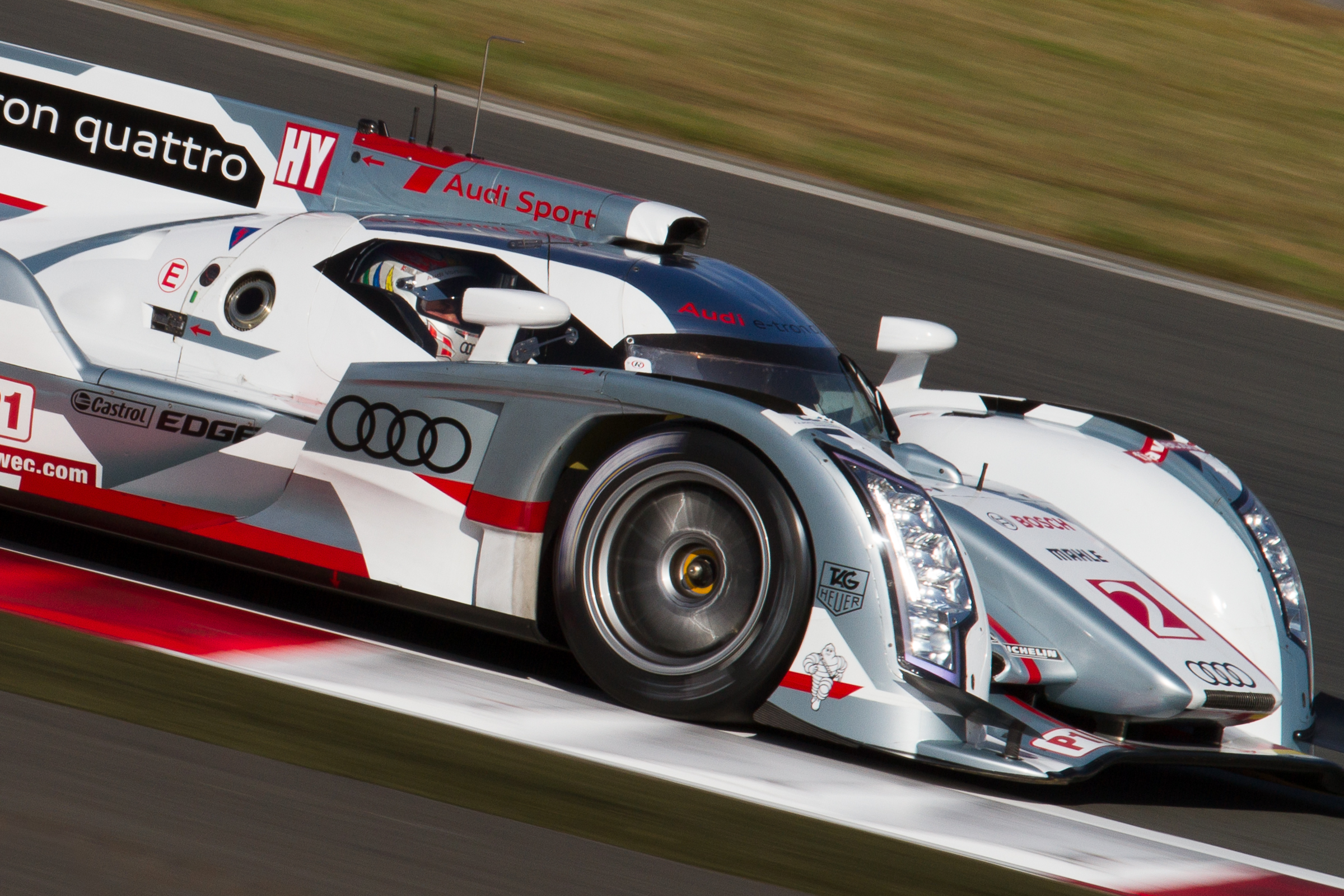
Tom Kristensen im Audi R18 e-tron quattro beim 6-Stunden-Rennen von Fuji 2012

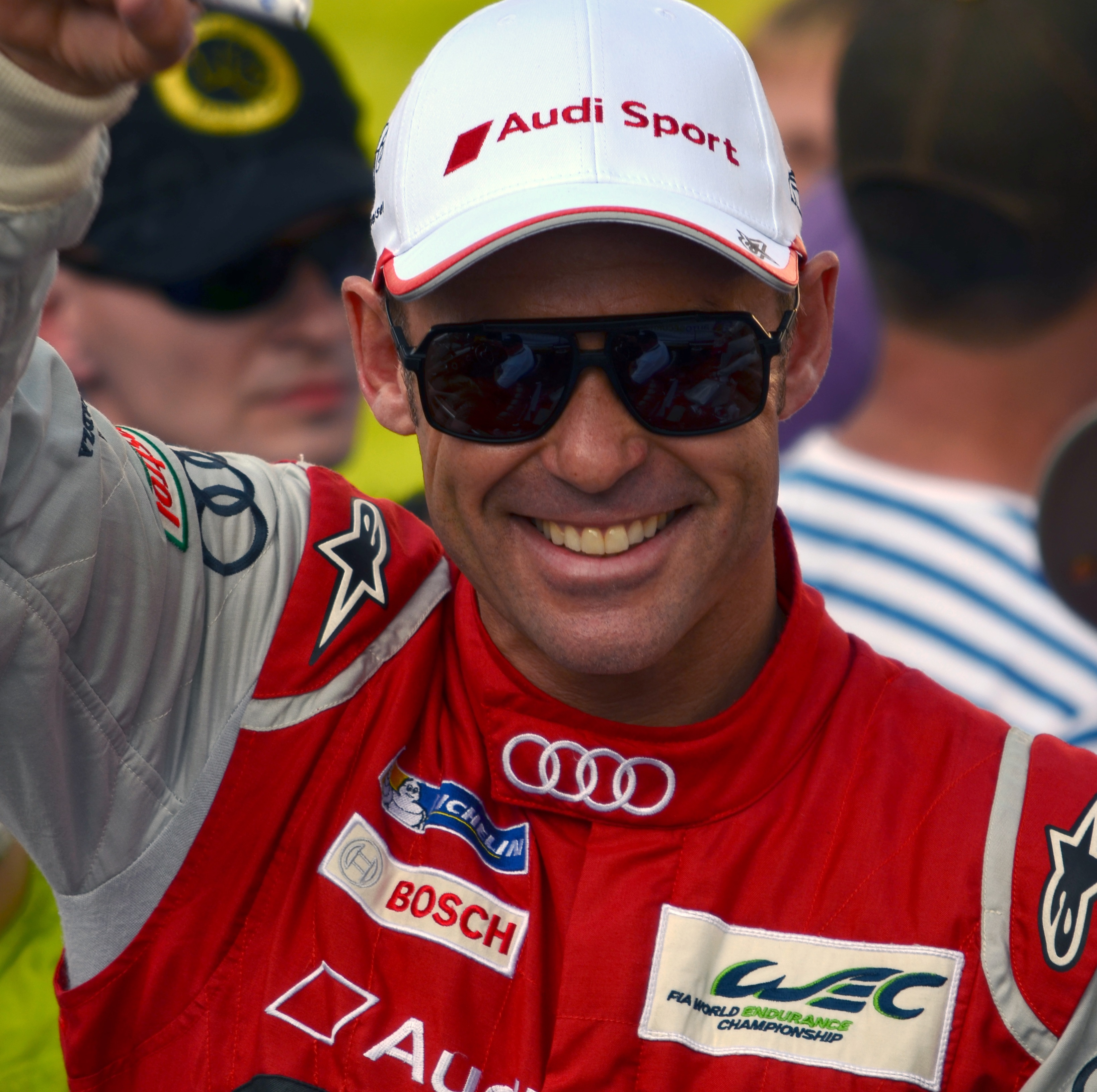
Tom Kristensen 2014 in Le Mans

2002 und 2005 wurde er zu Dänemarks Sportler des Jahres gewählt. Kristensen lebt mit seiner Lebensgefährtin Hanne Andersen und den drei gemeinsamen Kindern in Dänemark. Am 19. November 2014 gab er bei einer gemeinsam mit dem Audi-Motorsportchef Wolfgang Ullrich abgehaltenen Pressekonferenz seinen Rücktritt vom professionellen Rennsport mit dem 30. November 2014, dem 6-Stunden-Rennen von São Paulo, bekannt.

### Le Mans
Zu seinen größten Erfolgen gehören neun Siege bei dem 24-Stunden-Rennen von Le Mans. 2004 konnte er (mit dem damals sechsten Sieg seit 1997) den Rekord von Jacky Ickx, dem bislang erfolgreichsten Le-Mans-Starter, einstellen. Diesen Erfolg konnte er 2005 mit seinem siebten Sieg noch einmal übertreffen. Von 2000 bis 2005 saß Kristensen immer im Siegerfahrzeug. 2006 wurde er mit Rinaldo Capello (Italien) und Allan McNish (Schottland) nach grandioser Aufholjagd noch Dritter. 2008 erreichte er mit Rinaldo Capello und Allan McNish seinen achten Gesamtsieg beim 24-Stunden-Rennen von Le Mans mit Audi. 2009 und 2010 stand er jeweils als Dritter, 2012 und 2014 als Zweiter auf dem Podest. Nur vier Mal (1998, 1999, 2007, 2011) stand er bei achtzehn Le Mans Teilnahmen nicht auf dem Siegerpodium. 2013 holte er mit dem Audi R18 e-tron quattro seinen neunten Sieg in Le Mans.

### DTM
Ab 2004 startete er für das Team Abt Sportsline mit einem Audi A4 bei der DTM und erreichte hier im ersten Jahr den vierten Rang im Gesamtklassement. 2005 fuhr er in einem Audi A4 DTM Edition und belegte am Ende Rang 3 in der Gesamtwertung. 2006 belegte er ebenfalls in der Gesamtwertung mit zwei Siegen in Oschersleben und Zandvoort Rang 3. Ein Unfall am 22. April 2007 auf dem Hockenheimring war der einzige schwere Zwischenfall in seiner Karriere. Er wurde jedoch mit nur leichten Verletzungen ins Krankenhaus gebracht. Am 15. Mai 2009 gab Kristensen bekannt nach 2009 seine DTM-Karriere zu beenden und künftig nur noch bei Sportwagenrennen zu starten. Nach einem guten Qualifikationsergebnis profitierte der bis dahin Zweitplatzierte von einem Reifendefekt des zuvor souverän führenden Markenkollegen Mattias Ekström zwei Runden vor Schluss und holte sich am Hockenheimring seinen vierten Sieg in der DTM. Nach dem letzten Saisonlauf in Hockenheim beendete Kristensen seine aktive Karriere in der DTM und plante, sich in Zukunft nur noch den Langstreckenrennen zuzuwenden. 2011 kehrte er allerdings als Vertretung für den verletzten Mike Rockenfeller für ein Rennen in die DTM zurück.

## Statistik

### Le-Mans-Ergebnisse
| Jahr | Team                      | Fahrzeug                | Teamkollege        | Teamkollege      | Platzierung | Ausfallgrund      |
| ---- | ------------------------- | ----------------------- | ------------------ | ---------------- | ----------- | ----------------- |
| 1997 | Joest Racing              | TWR-Porsche WSC-95      | Michele Alboreto   | Stefan Johansson | Gesamtsieg  |                   |
| 1998 | Team BMW Motorsport       | BMW V12 LM              | Hans-Joachim Stuck | Steve Soper      | Ausfall     | Radlagerschaden   |
| 1999 | BMW Motorsport            | BMW V12 LMR             | JJ Lehto           | Jörg Müller      | Ausfall     | Unfall            |
| 2000 | Audi Sport Team Joest     | Audi R8                 | Emanuele Pirro     | Frank Biela      | Gesamtsieg  |                   |
| 2001 | Audi Sport Team Joest     | Audi R8                 | Emanuele Pirro     | Frank Biela      | Gesamtsieg  |                   |
| 2002 | Audi Sport Team Joest     | Audi R8                 | Emanuele Pirro     | Frank Biela      | Gesamtsieg  |                   |
| 2003 | Team Bentley              | Bentley EXP Speed 8     | Rinaldo Capello    | Guy Smith        | Gesamtsieg  |                   |
| 2004 | Audi Sport Japan Team Goh | Audi R8                 | Rinaldo Capello    | Seiji Ara        | Gesamtsieg  |                   |
| 2005 | ADT Champion Racing       | Audi R8                 | JJ Lehto           | Marco Werner     | Gesamtsieg  |                   |
| 2006 | Audi Sport Team Joest     | Audi R10 TDI            | Rinaldo Capello    | Allan McNish     | Rang 3      |                   |
| 2007 | Audi Sport North America  | Audi R10 TDI            | Rinaldo Capello    | Allan McNish     | Ausfall     | Unfall            |
| 2008 | Audi Sport North America  | Audi R10 TDI            | Rinaldo Capello    | Allan McNish     | Gesamtsieg  |                   |
| 2009 | Audi Sport Team Joest     | Audi R15 TDI            | Rinaldo Capello    | Allan McNish     | Rang 3      |                   |
| 2010 | Audi Sport Team Joest     | Audi R15 TDI            | Rinaldo Capello    | Allan McNish     | Rang 3      |                   |
| 2011 | Audi Sport North America  | Audi R18                | Rinaldo Capello    | Allan McNish     | Ausfall     | Unfall von McNish |
| 2012 | Audi Sport Team Joest     | Audi R18 e-tron quattro | Rinaldo Capello    | Allan McNish     | Rang 2      |                   |
| 2013 | Audi Sport Team Joest     | Audi R18 e-tron quattro | Loïc Duval         | Allan McNish     | Gesamtsieg  |                   |
| 2014 | Audi Sport Team Joest     | Audi R18 e-tron quattro | Marc Gené          | Lucas di Grassi  | Rang 2      |                   |

### Sebring-Ergebnisse
| Jahr | Team                     | Fahrzeug                | Teamkollege     | Teamkollege    | Platzierung | Ausfallgrund |
| ---- | ------------------------ | ----------------------- | --------------- | -------------- | ----------- | ------------ |
| 1999 | Team BMW Motorsport      | BMW V12 LMR             | JJ Lehto        | Jörg Müller    | Gesamtsieg  |              |
| 2000 | Audi Sport Team Joest    | Audi R8                 | Frank Biela     | Emanuele Pirro | Gesamtsieg  |              |
| 2001 | Audi Sport Team Joest    | Audi R8                 | Frank Biela     | Emanuele Pirro | Rang 2      |              |
| 2002 | Audi Sport Team Joest    | Audi R8                 | Frank Biela     | Emanuele Pirro | Rang 5      |              |
| 2003 | Team Bentley             | Bentley Speed 8         | Rinaldo Capello | Guy Smith      | Rang 4      |              |
| 2005 | ADT Champion Racing      | Audi R8                 | JJ Lehto        | Marco Werner   | Gesamtsieg  |              |
| 2006 | Audi Sport Team Joest    | Audi R10                | Rinaldo Capello | Allan McNish   | Gesamtsieg  |              |
| 2007 | Audi Sport North America | Audi R10                | Rinaldo Capello | Allan McNish   | Rang 4      |              |
| 2008 | Audi Sport North America | Audi R10                | Rinaldo Capello | Allan McNish   | Rang 3      |              |
| 2009 | Audi Sport Team Joest    | Audi R15 TDI            | Rinaldo Capello | Allan McNish   | Gesamtsieg  |              |
| 2011 | Audi Sport Team Joest    | Audi R15 TDI plus       | Rinaldo Capello | Allan McNish   | Rang 4      |              |
| 2012 | Audi Sport Team Joest    | Audi R18 TDI            | Rinaldo Capello | Allan McNish   | Gesamtsieg  |              |
| 2013 | Audi Sport Team Joest    | Audi R18 e-tron quattro | Lucas di Grassi | Allan McNish   | Rang 2      |              |

### Einzelergebnisse in der FIA-Langstrecken-Weltmeisterschaft
| Saison | Team            | Rennwagen | 1   | 2   | 3   | 4   | 5   | 6   | 7   | 8   |
| ------ | --------------- | --------- | --- | --- | --- | --- | --- | --- | --- | --- |
| 2012   | Audi Team Joest | Audi R18  | SEB | SPA | LEM | SIL | SAO | BAH | FUJ | SHA |
| 2012   | Audi Team Joest | Audi R18  | 1   | 4   | 2   | 3   | 3   | 2   | 3   | 2   |
| 2013   | Audi Team Joest | Audi R18  | SIL | SPA | LEM | SAO | AUS | FUJ | SHA | BAH |
| 2013   | Audi Team Joest | Audi R18  | 1   | 2   | 1   | 2   | 1   | 2   | 3   | DNF |
| 2014   | Audi Team Joest | Audi R18  | SIL | SPA | LEM | AUS | FUJ | SHA | BAH | SAO |
| 2014   | Audi Team Joest | Audi R18  | DNF | 2   | 2   | 2   | 5   | 5   | 5   | 3   |

### Einzelergebnisse in der DTM
| Saison | Team           | Hersteller | 1   | 2   | 3   | 4   | 5   | 6    | 7   | 8   | 9   | 10  | 11  | Punkte | Rang |
| ------ | -------------- | ---------- | --- | --- | --- | --- | --- | ---- | --- | --- | --- | --- | --- | ------ | ---- |
| 2004   | Abt Sportsline | Audi       | HO1 | EST | ADR | LAU | NOR | SHA1 | NÜR | OSC | ZAN | BRN | HO2 | 43     | 4.   |
| 2004   | Abt Sportsline | Audi       | 4   | 4   | 10  | 10  | 6   | DNF  | 5   | 1   | 6   | 2   | 4   | 43     | 4.   |
| 2005   | Abt Sportsline | Audi       | HO1 | LA1 | SPA | BRN | OSC | NOR  | NÜR | ZAN | LA2 | IST | HO2 | 56     | 3.   |
| 2005   | Abt Sportsline | Audi       | DNF | 2   | 3   | 2   | 5   | 7    | 2   | 4   | 3   | 5   | 4   | 56     | 3.   |
| 2006   | Abt Sportsline | Audi       | HO1 | LAU | OSC | BRH | NOR | NÜR  | ZAN | BAR | LEM | HO2 |     | 56     | 3.   |
| 2006   | Abt Sportsline | Audi       | 2   | 2   | 1   | DNF | 5   | 5    | 1   | 9   | 3   | 3   |     | 56     | 3.   |
| 2007   | Abt Sportsline | Audi       | HO1 | OSC | LAU | BRH | NOR | MUG  | ZAN | NÜR | BAR | HO2 |     | 9      | 14.  |
| 2007   | Abt Sportsline | Audi       | DNF |     |     |     | 5   | 8    | 18  | 8   | 9   | 6   |     | 9      | 14.  |
| 2008   | Abt Sportsline | Audi       | HO1 | OSC | MUG | LAU | NOR | ZAN  | NÜR | BRH | BAR | LEM | HO2 | 27     | 8.   |
| 2008   | Abt Sportsline | Audi       | 3   | DNF | 3   | 16  | 7   | 3    | DNF | 7   | 13  | 8   | 5   | 27     | 8.   |
| 2009   | Abt Sportsline | Audi       | HO1 | LAU | NOR | ZAN | OSC | NÜR  | BRH | BAR | DIJ | HO2 |     | 21     | 8.   |
| 2009   | Abt Sportsline | Audi       | 1   | 12  | 8   | 8   | 8   | DNF  | DNF | 2   | 18  | 15  |     | 21     | 8.   |
| 2011   | Abt Sportsline | Audi       | HO1 | ZAN | SPI | LAU | NOR | NÜR  | BRH | OSC | VAL | HO2 |     | 2      | 15.  |
| 2011   | Abt Sportsline | Audi       | 7   |     |     |     |     |      |     |     |     |     |     | 2      | 15.  |

| Legende  | Legende            | Legende                                                          |
| Farbe    | Abkürzung          | Bedeutung                                                        |
| -------- | ------------------ | ---------------------------------------------------------------- |
| Gold     | –                  | Sieg                                                             |
| Silber   | –                  | 2. Platz                                                         |
| Bronze   | –                  | 3. Platz                                                         |
| Grün     | –                  | Platzierung in den Punkten                                       |
| Blau     | –                  | Klassifiziert außerhalb der Punkteränge                          |
| Violett  | DNF                | Rennen nicht beendet (did not finish)                            |
| Violett  | NC                 | nicht klassifiziert (not classified)                             |
| Rot      | DNQ                | nicht qualifiziert (did not qualify)                             |
| Rot      | DNPQ               | in Vorqualifikation gescheitert (did not pre-qualify)            |
| Schwarz  | DSQ                | disqualifiziert (disqualified)                                   |
| Weiß     | DNS                | nicht am Start (did not start)                                   |
| Weiß     | WD                 | zurückgezogen (withdrawn)                                        |
| Hellblau | PO                 | nur am Training teilgenommen (practiced only)                    |
| Hellblau | TD                 | Freitags-Testfahrer (test driver)                                |
| ohne     | DNP                | nicht am Training teilgenommen (did not practice)                |
| ohne     | INJ                | verletzt oder krank (injured)                                    |
| ohne     | EX                 | ausgeschlossen (excluded)                                        |
| ohne     | DNA                | nicht erschienen (did not arrive)                                |
| ohne     | C                  | Rennen abgesagt (cancelled)                                      |
| ohne     | keine WM-Teilnahme |                                                                  |
| sonstige | P/fett             | Pole-Position                                                    |
| sonstige | 1/2/3/4/5/6/7/8    | Punktplatzierung im Sprint-/Qualifikationsrennen                 |
| sonstige | SR/kursiv          | Schnellste Rennrunde                                             |
| sonstige | *                  | nicht im Ziel, aufgrund der zurückgelegten Distanz aber gewertet |
| sonstige | ()                 | Streichresultate                                                 |
| sonstige | unterstrichen      | Führender in der Gesamtwertung                                   |

1 Das Rennen in Shanghai zählte nicht zur Meisterschaft.

## Auszeichnungen
- 2014: Champion des champions d’honneur (L’Équipe)